# Rumburk
Rumburk (Duits: Rumburg) is een stad in de Tsjechische regio Ústí nad Labem. De stad met ongeveer 11.000 inwoners ligt op 387 meter hoogte aan de rivier de Mandava. De gemeente ligt direct aan de Duitse grens, en heeft twee grensovergangen, naar de plaatsen Neugersdorf en Seifhennersdorf.

## Geschiedenis
De eerste schriftelijke vermelding van een kerkgemeenschap op de plaats van Rumburk stamt uit het jaar 1346. In de loop van de middeleeuwen en Renaissance ontstonden meerdere dorpjes in de omgeving. De meeste van deze dorpjes waren zelfstandige gemeenten tot ze in 1879 werden samengevoegd met Rumburk.
Op 2 augustus 2003 werd de kerk van Rumburk door brandstichting verwoest. Inmiddels is de kerk weer opgebouwd.

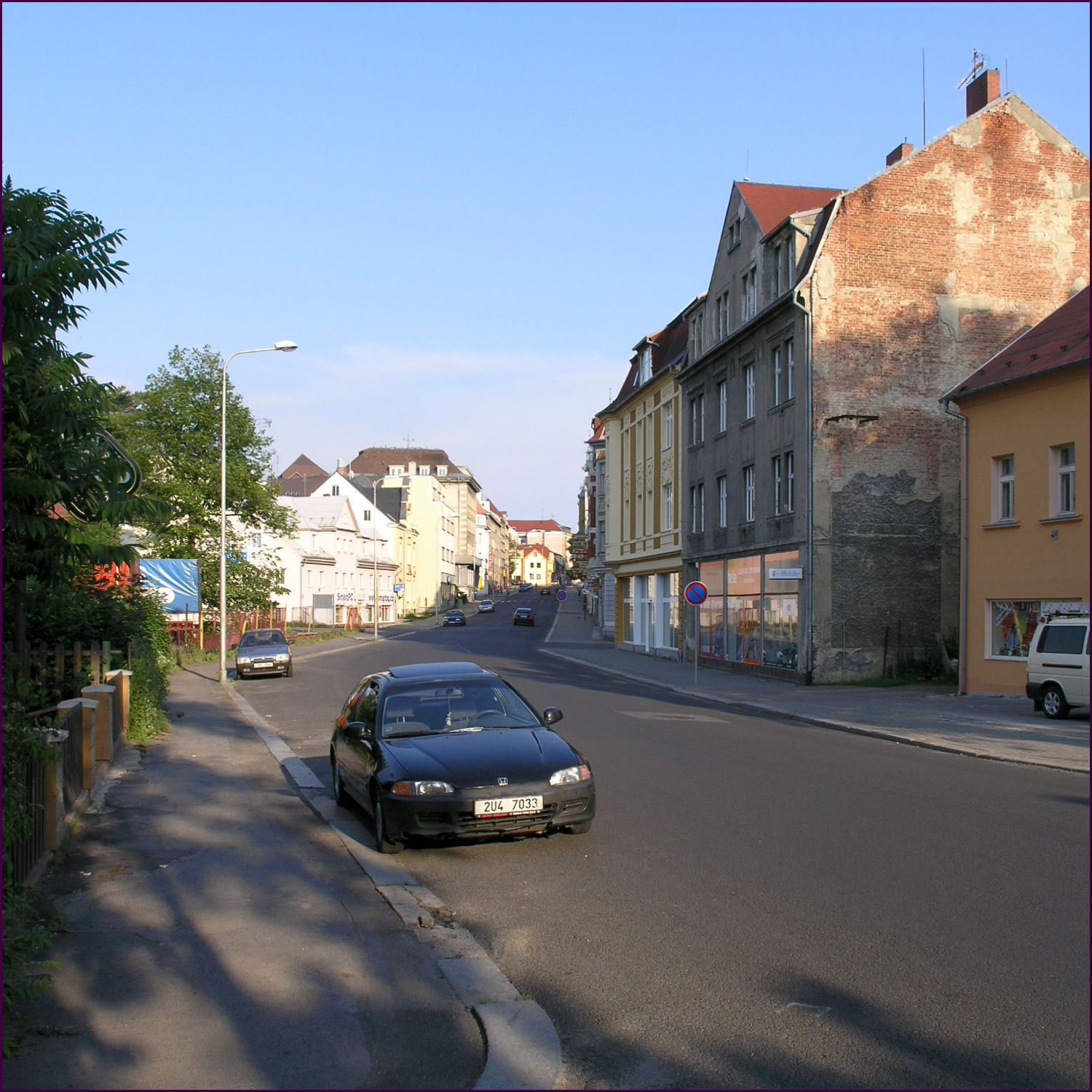
9 mei-weg
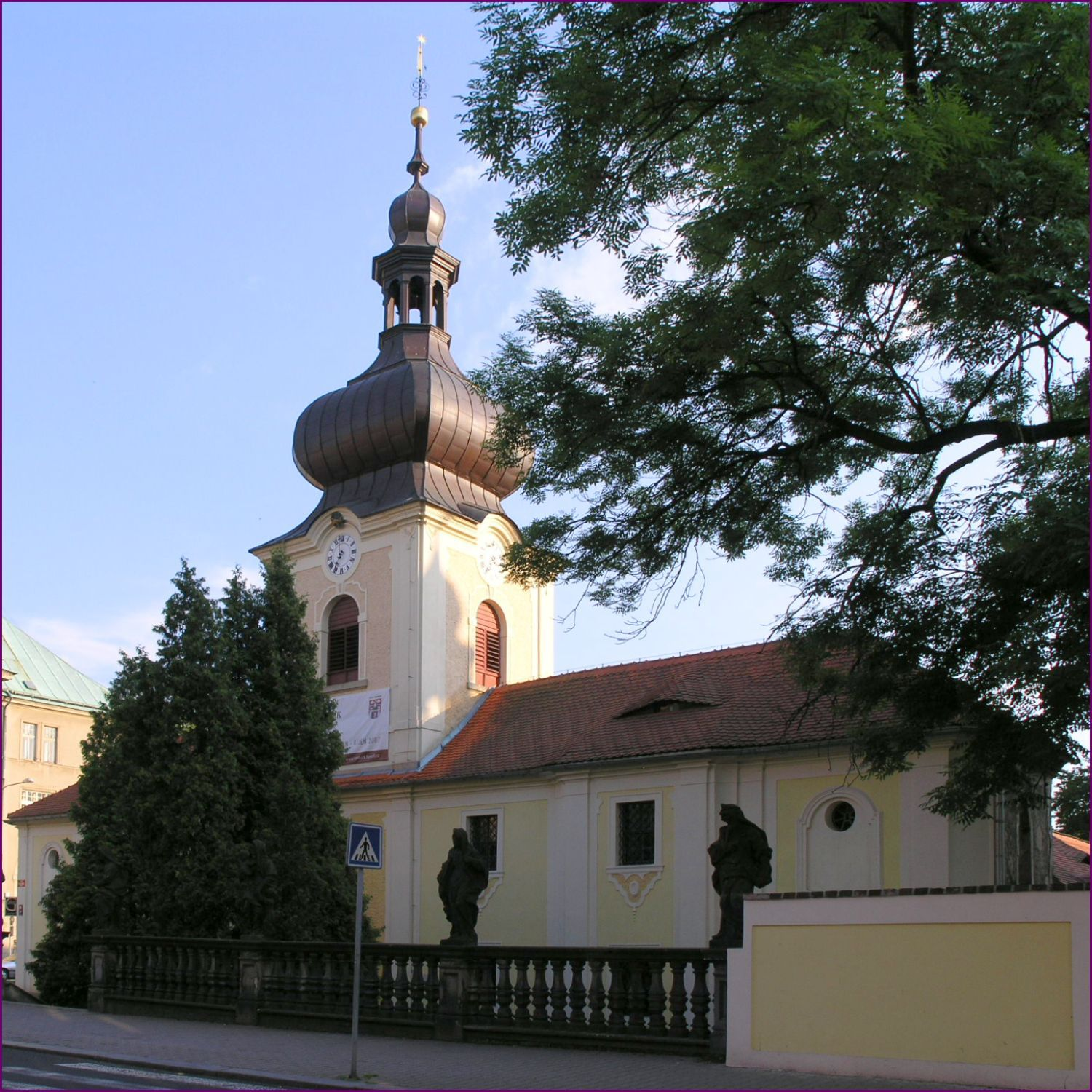
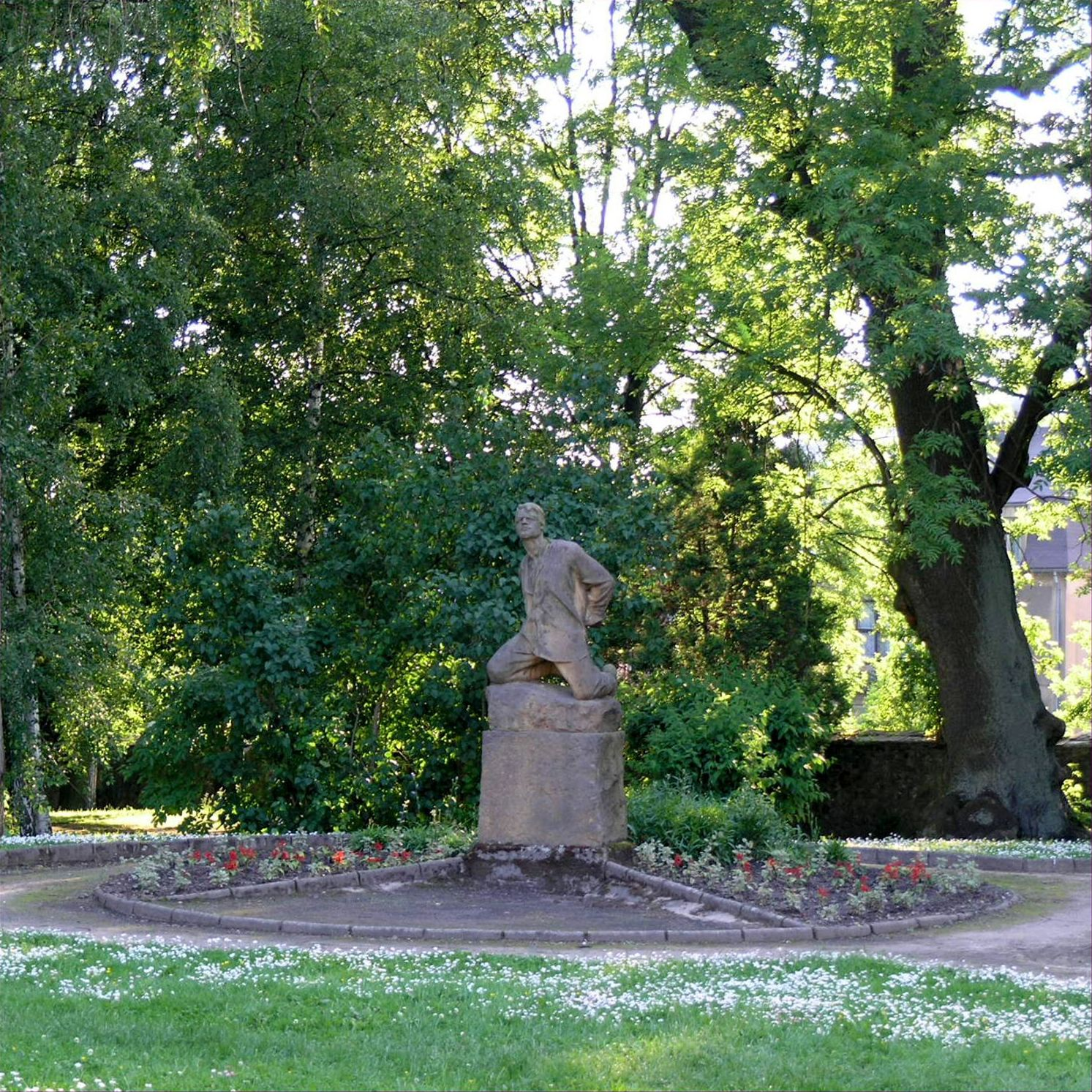

Arnoltice · 
Benešov nad Ploučnicí · 
Bynovec · 
Česká Kamenice · 
Děčín · 
Dobkovice · 
Dobrná · 
Dolní Habartice · 
Dolní Podluží · 
Dolní Poustevna · 
Doubice · 
Františkov nad Ploučnicí · 
Heřmanov · 
Horní Habartice · 
Horní Podluží · 
Hřensko · 
Huntířov · 
Chřibská · 
Janov · 
Janská · 
Jetřichovice · 
Jílové · 
Jiřetín pod Jedlovou · 
Jiříkov · 
Kámen · 
Krásná Lípa · 
Kunratice · 
Kytlice · 
Labská Stráň · 
Lipová · 
Lobendava · 
Ludvíkovice · 
Malá Veleň · 
Malšovice · 
Markvartice · 
Merboltice · 
Mikulášovice · 
Rumburk · 
Růžová · 
Rybniště · 
Srbská Kamenice · 
Staré Křečany · 
Starý Šachov · 
Šluknov · 
Těchlovice · 
Valkeřice · 
Varnsdorf · 
Velká Bukovina · 
Velký Šenov · 
Verneřice · 
Veselé · 
Vilémov